# テキヤの石松
『テキヤの石松』（テキヤのいしまつ）は、1976年4月10日に東映で公開された日本映画。

## 概要
トラック野郎シリーズの大当たりで意気上がる東映が、今度は松方弘樹の喜劇シリーズを作り、脱・実録ヤクザ路線の一つにしようと立ち上げられた新シリーズで、松方が関西の大道商人・テキヤに扮する喜劇。松方は本作が東映京都撮影所で、同時期に東映東京撮影所でも築地市場の魚河岸のいなせな兄いを描いた『お祭り野郎 魚河岸の兄弟分』が新シリーズとして企画されたが、どちらも不入りに終わりシリーズ化されなかった。
東映の製作ニュースに「主人公の本庄石松は「向こう見ずでお人好し、その上短気で喧嘩好き、"森の石松"にあやかって自ら石松を名乗るテキヤ」と書かれており、松竹の寅さん（『男はつらいよ』）の関西版として企画された。石松のホームグラウンドは大阪天王寺である。

## あらすじ
本庄石松は、大阪天王寺の借家住まいだが、ハンチングに背広、ニッカポッカという派手な格好で帳元の高級キャンピングカーを乗り回し、タンカバイには自信たっぷりなテキヤの最先端を行く男と自負している。妹マチ子（山本リンダ）を一流大学出の男と一緒にさせるのが夢。舎弟のガチャやん（岡八郎）はあわて者でサクラ専門。石松は女によくモテ、テキヤの花子（范文雀）に追いかけまわされる。ひょんな事情で石松は、岡山県倉敷市の果樹園で大前静香（檀ふみ）に出会い一目惚れ、借金返済の手助けを買って出る。

## 出演
- 本庄石松：松方弘樹
- 小泉花子：范文雀
- 大前静香：檀ふみ
- 本庄マチ子：山本リンダ
- ガチャやん：岡八郎
- 木下五郎：白石襄
- 佐川ツトム：桂三枝
- 串田兵造：小池朝雄
- 加納金助：笑福亭仁鶴
- 加納きみ：丸平峰子
- 寛ちゃん：間寛平
- 三ちゃん：山城新伍
- 大前十一左衛門：汐路章
- 大前トミ：江岡真由美
- 星野信一：名和宏
- 財前倉太郎：今井健二
- セールスマン：月亭八方
- ユキ：山田スミ子
- スミ：富永佳代子
- マネージャー：平参平
- 鶴男：林家小染
- 男やん：秋山勝俊
- 子供：一楽裕司
- 女事務員：河野ひとみ
- 社員：山田良樹
- 社員：友金敏雄
- 運転手：壬生新太郎
- 結城哲也[1]

## スタッフ
- 監督：小沢茂弘
- 脚本：村尾昭・松本功・小沢茂弘
- 企画：松平乗道・今川行雄・中邨秀雄・平野元貞
- 撮影：増田敏雄
- 美術：井川徳道
- 音楽：青山八郎
- 録音：野津裕男
- 照明：金子凱美
- 編集：堀池幸三
- 助監督：牧口雄二[1]

## 使用曲
- 主題歌：「こんな男に惚れてみな」唄：間寛平
- 挿入歌：「私の恋人・たいやきくん！」唄：山本リンダ[2]

## 製作

### 企画
岡田茂東映社長は、東宝はともかく年間配収では東映の半分程度の松竹に正月興行だけは寅さん（「男はつらいよシリーズ」）で長年負け続けていたことが悔しく、東映の1976年正月映画『トラック野郎・爆走一番星』で、寅さん（『男はつらいよ 葛飾立志篇』と併映『正義だ!味方だ!全員集合』）に勝てるチャンスが到来し、打倒"寅さん"を内外ともにチャンスを見つけてはPRに努め、社員の志気を鼓舞した。結果、『トラック野郎・爆走一番星』は大当たりし、1975年暮れから1976年松の内まで、毎日1億円以上の金が東映にころがり込み、岡田社長のオクターブも上がりっ放しで、「全国各地で『トラック野郎』が『寅さん』に圧勝した」と吹聴した。
トラック野郎シリーズの第一作、二作で、東映から離れていた客層である女・子どもの十数年来の大動員を大喜びした岡田社長は、関西の東映館主会からの要望を踏まえ、1976年上半期に悪名高き"健全喜劇・スポーツ映画路線"を敷いた。
このため、前年までヤクザ、脱獄囚と"不良性感度"の強い映画で売り出していた松方の"脱ヤクザ"、明朗快活な役柄へとイメージチェンジを構想し、本作と『お祭り野郎 魚河岸の兄弟分』は、松方のヤクザ脱皮の決め手の一つとして企画された。『トラック野郎・御意見無用』『トラック野郎・爆走一番星』で寅さんにショックを与えたことから、徹底的なダメージを寅さんに与えるべく、寅さんを否定する映画の製作を決めた。キャッチフレーズは「今どき、トランクひとつの商売なんて……時代変わればテキヤ稼業もデラックス。祭・高市・女に燃える無鉄砲ヒロキの口上！」で、寅さんの旧態依然たるトランク商法を馬鹿にし、こっちはもっとデラックスなやり方だと寅さんをなりふり構わず、潰す目的があった。
岡田社長は1976年1月7日に東映本社で記者会見を開き、1976年の製作方針として「これまでのヤクザ・ポルノだけではなく、企画に幅を持たせねばならない。ことしは海外で人気上昇の千葉真一を大いに売り出し、東映のホープとして育てていく。ほかに松方弘樹もテレビを減らし、幅の広い企画で売る。また、北大路欣也、志穂美悦子、渡瀬恒彦、新人の岩城滉一、渡哲也を前面に押し出してアクション中心にラインアップを組む。松方を売り出すものとしては『関西テキヤ一家』（本作の最初のタイトル）を関西喜劇的に扱う」などと発表した。

## キャスティング
『週刊映画ニュース』1976年2月21日号の製作ニュースでは「出演松方弘樹、大谷直子、桂三枝他吉本喜劇陣」と書かれているため、范文雀の役か、山本リンダの役を大谷直子が演じる予定だったのかもしれない。

## 同時上映
- 『子連れ殺人拳』
  - 主演：千葉真一
  - 監督：山口和彦

## 作品の評価

### 興行成績
大コケ。1億円の赤字を出し、トラック野郎シリーズに続き、今度は松方弘樹で喜劇シリーズ第二弾を目論んだが、シリーズ化を断念した。松方は常日頃から、岡田社長に「役者は一般人より不良ができるんだから、不良しとけよ。不良性感度が一番大事だぞ」と言われ続けていて、急に明朗活劇といわれたところでムリだった。東映企画製作部は「企画が容易過ぎたのと宣伝不足がたたった」と宣伝にも問題があったと話したが、宣伝部は「宣伝不足といわれても、まさか"東映の寅さん"ですともいえなし、どうにも売りようがない」と反論し、社内の内ゲバが起こった。これに松竹は「あれはテキヤの石松じゃなく、"テキヤのお粗末"。あんな映画がヒットするようじゃ世も末」とこき下ろした。しかし当時松竹も寅さんの女版『男はつらいよ』を企画していたといわれる。

## 影響
岡田社長の敷いた"健全喜劇・スポーツ映画路線"で連打した『愉快な極道』、本作『テキヤの石松』、『キンキンのルンペン大将』、『ラグビー野郎』、『狂った野獣』、『お祭り野郎 魚河岸の兄弟分』はお客が全然入らず、岡田社長が腹を立て、"健全喜劇・スポーツ映画路線"からの撤退を表明。"不良性感度"の再投入を指示し、"見世物映画"へ大転換すると発表した。その第一弾として『暴力教室』と『暴走の季節』に、自主制作買い上げの『ゴッド・スピード・ユー! BLACK EMPEROR』を加えた三本立て興行を決めた。